# 陈秋阳
陈秋阳（？—1960年），民国教育家、报人。曾任陈布雷秘书。

## 生平

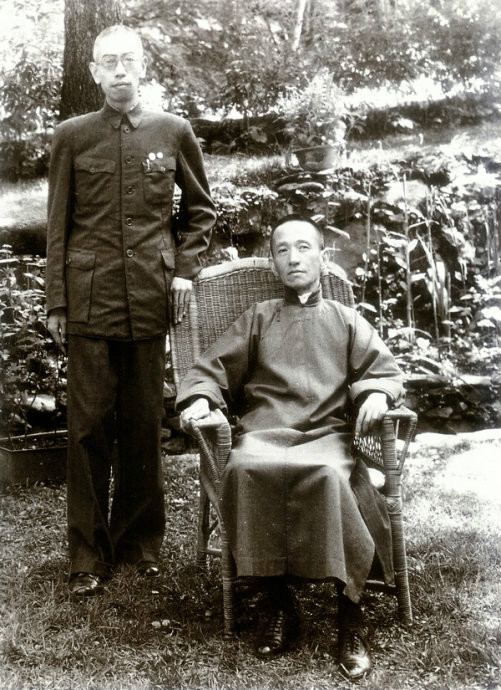
国民党宣传首脑陈布雷（坐者）和他的大秘陈秋阳（立者）摄于1947年。之后二人走上不同道路，陈布雷于1948年自杀成仁，而陈秋阳1948年派驻台湾接管四明银行，终老台湾。

原名西阳，清末生于浙江宁波府鄞县姜山镇，父陈绥之。早年毕业于浙江省立第四师范学校（后成为宁波师范学院，又并入宁波大学）。曾求学于国学家冯君木，是其“回风堂十弟子”之一，与陈布雷同学。又向书法家钱罕学习书法，尤擅行书。五四运动时任学生代表。《商报》（今《东南商报》前身）在上海创办，陈与陈布雷赴上海入商报馆任编辑。1927年初，陈布雷成为蒋介石“文胆”，陈亦被延揽，任陈布雷秘书。
1944年，与陳屺懷、胡起涛等创办“鄞县私立堇南初级中学”（今宁波市鄞州区姜山中学），任校董会主席。1945年，再赴上海。1947年，出任四明银行总行总务处长、商股董事。1948年调任四明银行台北分行经理，自此居留台湾。后任中华民国教育部官员。1960年10月17日，因病逝世于台南新营。

## 命名纪念
- 今姜山中学陈秋阳综合楼以其名字命名。